# Sörmlandsleden
O Sörmlandsleden (em português:  Trilho da Sörmland) é uma rede de percursos pedestres com uns 1000 km no total, na província histórica sueca da Södermanland. Faz parte do grande Trilho Europeu de Grande Rota E-6, conectando a Finlândia à Grécia. 

O trilho começa em Björkhagen (Estocolmo) e tem ramificações até Nynäshamn, Huddinge, Sillekrog, Palácio de Nynäs, Oxelösund, Eskilstuna, Flen, Åkers Styckebruk, Mariefred, Gnesta e Mölnbo, passando por cidades como  Södertälje, Trosa, Nyköping, Stavsjö, Katrineholm, Hälleforsnäs, Malmköping e Järna.

 
O terreno é na sua maior parte baixo e suave, com muitas florestas e lagos.

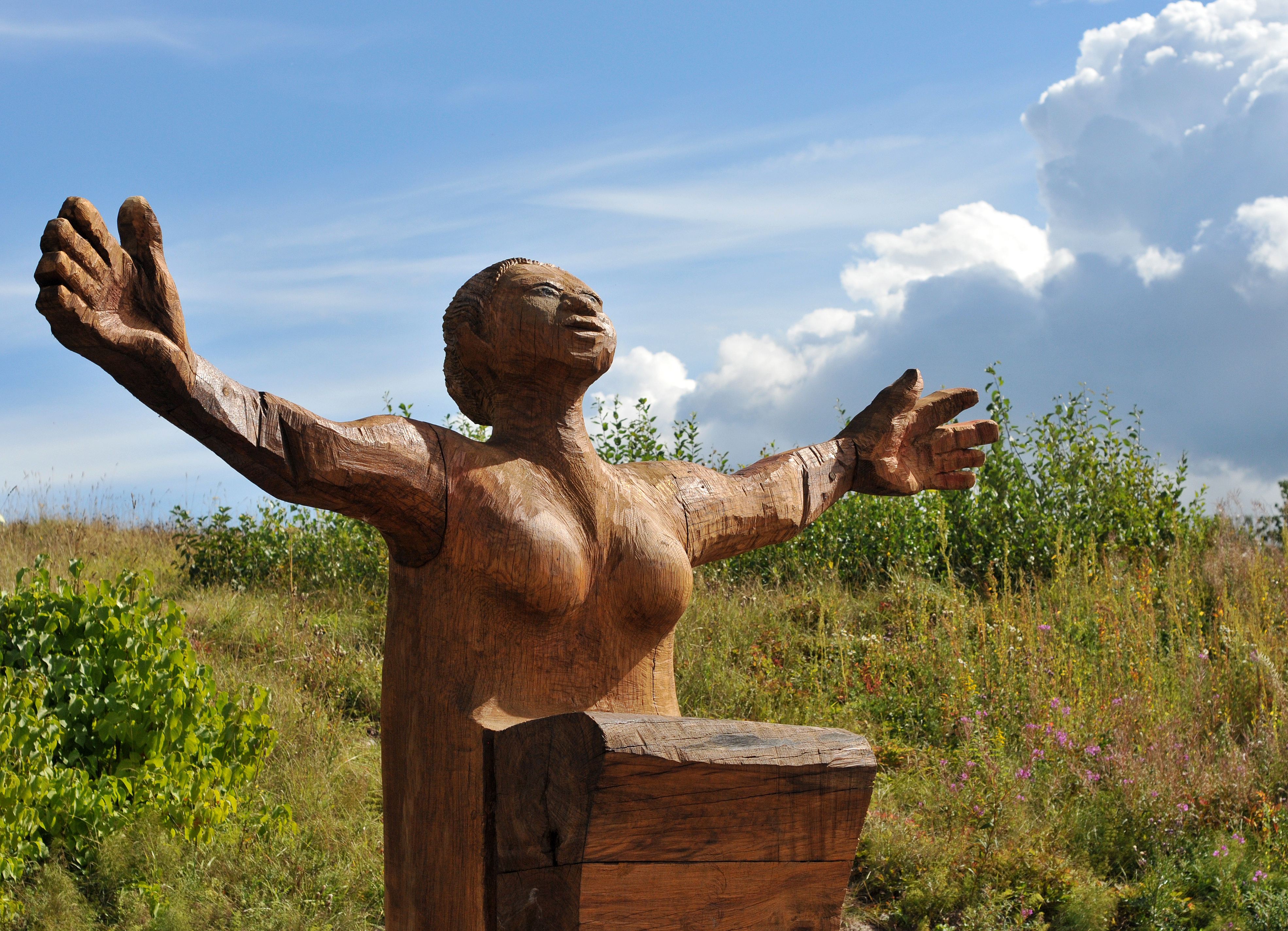
Escultura da Mãe-Natureza perto de Skavsta
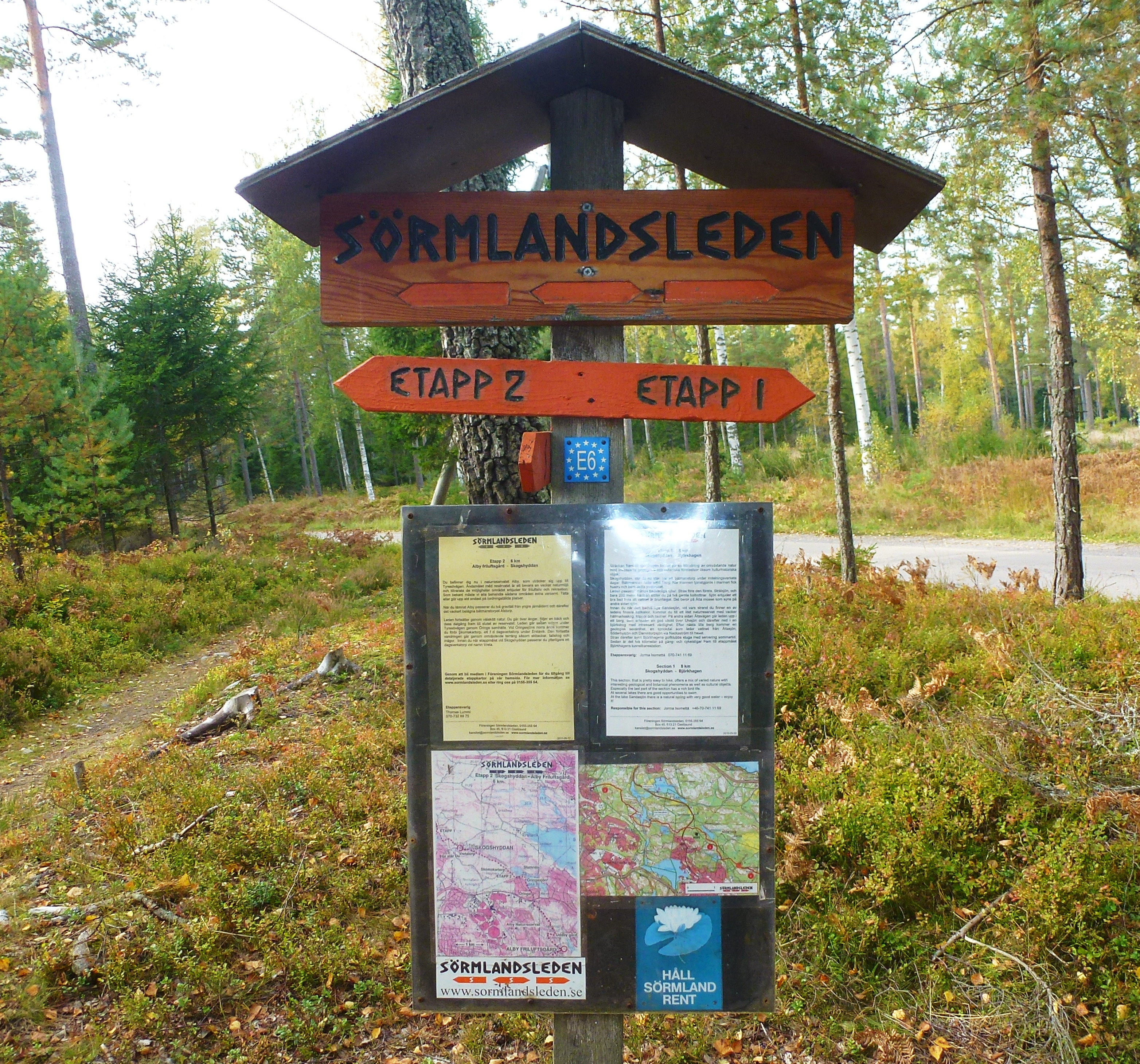
Informação sobre a etapa 1-2 em Nacka
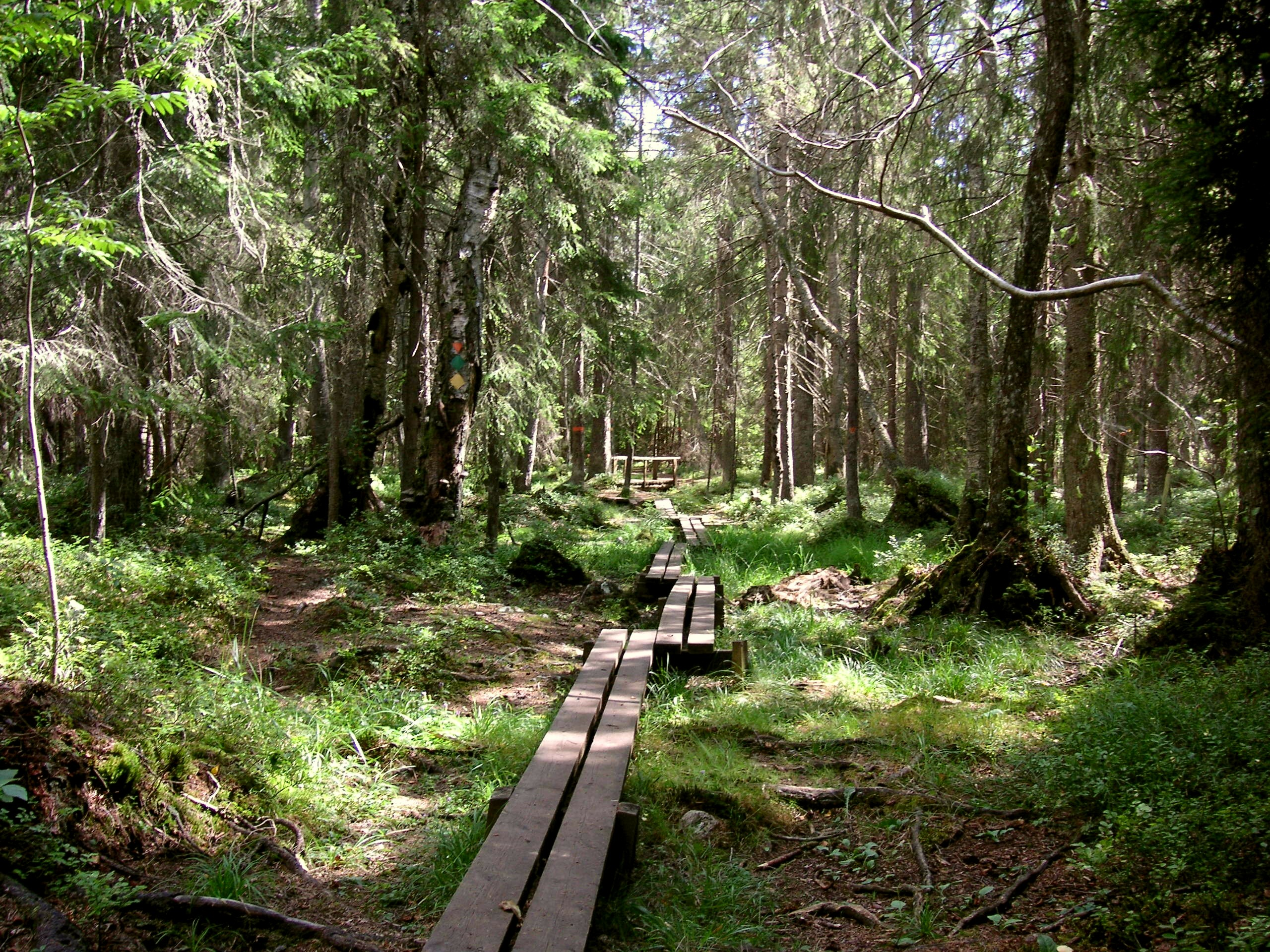
O trilho na Reserva Natural de Paradiset
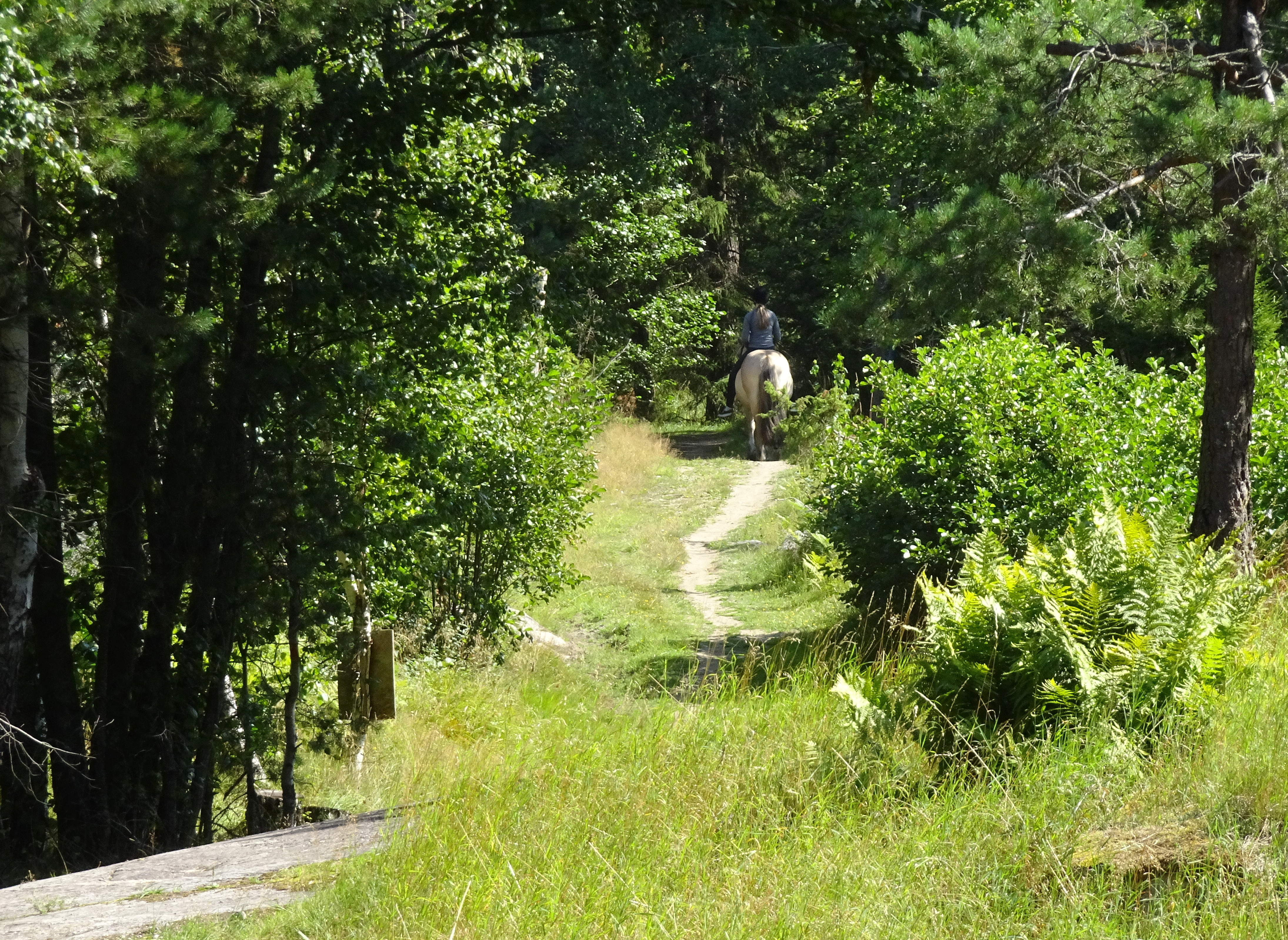
O trilho entre Vreta e Skomakartorpet